# Ladigesocypris mermere
Ladigesocypris mermere é uma espécie de peixe actinopterígeo da família Cyprinidae.
Apenas pode ser encontrada na Turquia.
Os seus habitats naturais são: rios, rios intermitentes e nascentes de água doce.
Está ameaçada por perda de habitat.